# Jaime Rosell y Castañeda
Jaime Rosell y Castañeda fue el propietario de la heredad de Benejúzar hasta su muerte, momento en que el territorio pasó a ser un señorío propiedad de su hijo. 
Era hijo de Pablo Rosell y Martí, de quien heredó sus posesiones. Este noble fue la continuación de la Casa de Rosell de Benejúzar.
Jaime casó con Inés Desprats y Thomas, sobrina-nieta y heredera del Cardenal Francisco Desprats. Francisco fue obispo de León y más tarde cardenal. Fundó un testamento otorgado en Roma el 31 de agosto de 1504 ante el notario apostólico Juan Ruiz, consistente en la capilla y enterramiento en la Catedral de Orihuela.
Jaime e Inés tuvieron dos varones. Jaime Rosell y Desprats como primogénito, heredó el patrimonio familiar, siendo más tarde el I señor de Benejúzar. 